# Babiec Rżały
Babiec Rżały – wieś w Polsce położona w województwie mazowieckim, w powiecie sierpeckim, w gminie Rościszewo. Ma status sołectwa. Leży nad Skrwą.
W latach 1975–1998 miejscowość administracyjnie należała do województwa płockiego.